# Gertrud Roxendal
Gertrud Roxendal (1931-2002) var sjukgymnast, en av forskningspionjärerna inom sjukgymnastik och medicine doktor (doktor i medicinsk vetenskap). Hennes doktorsavhandling från 1985, Body awareness and the body awareness scale, treatment and evaluation in psychiatric physiotherapy var den fjärde i Sverige som skrevs av en sjukgymnast. 
Roxendal är känd som en av de främsta svenska förespråkarna för, forskarna på och utövarna av metoden basal kroppskännedom. Hennes utgångspunkt var från början att använda metoden sjukgymnastiskt inom psykiatrin. 